# Гайковёрт гидравлический
Гайковёрт гидравлический — инструмент, предназначенный для затяжки и отворачивания резьбовых соединений с контролируемым крутящим моментом. В качестве привода гайковёрта используется гидравлический насос (либо насосная станция) с распределителем. Коммутацией данной системы являются: рукава высокого давления и быстроразъёмные полумуфты.

## Устройство
Основными составными частями гайковёрта являются: корпус, реактивное плечо, шарнир, квадрат под головку, рукоятка.
Внутри корпуса расположен гидроцилиндр двухстороннего действия. Поршень гидроцилиндра осью связан с храповым механизмом одностороннего действия (либо планетарным редуктором), состоящий из храпового колеса, силовой собачки, рычагов и противовозвратной собачки.
Адаптер при установке в изделие входит в шлицевое соединение с храповым колесом и от осевого смещения удерживается кнопочным фиксатором.
Гидравлическая жидкость поступает в гидроцилиндр по шарниру, маслоподводящая ось которого жёстко закреплена на верхней части корпуса.
На шлицевом хвостовике корпуса установлен опорный рычаг. От осевого смещения рычаг удерживается подпружиненным фиксатором.
Вывод противовозвратной собачки из зацепления с храповым колесом производится рукояткой.
Гайковёрт оснащен быстроразъёмными полумуфтами для присоединения изделия через рукава высокого давления к насосу.

## Принцип действия
Работа гайковерта основана на принципе преобразования усилия, развиваемого гидроцилиндром, при поступательном движении его поршня, в крутящий момент, передаваемый храповым колесом.
При рабочем ходе происходит выдвижение поршня, при этом силовая собачка входит в зацепление с храповым колесом, поворачивая его на расчётный угол, а противовозвратная собачка выходит из зацепления, не препятствуя этому повороту.
При обратном ходе происходит втягивание поршня в гидроцилиндр, при этом силовая собачка выходит из зацепления с храповым колесом, а противовозвратная собачка входит в зацепление с храповым колесом, удерживая его от поворота, противоположного рабочему ходу.